# Ascophanus minutissimus
Ascophanus minutissimus är en svampart som beskrevs av Boud. 1869. Ascophanus minutissimus ingår i släktet Ascophanus och familjen Ascobolaceae.   Inga underarter finns listade i Catalogue of Life.